# Peter Nansen

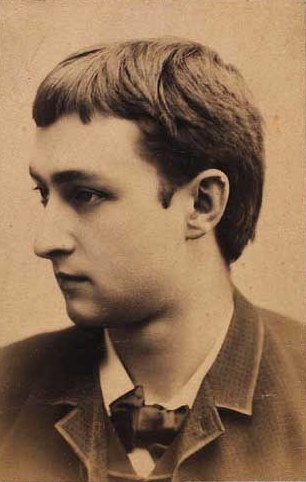
Peter Nansen

Peter Nansen (* 20. Januar 1861 in Kopenhagen; † 31. Juli 1918 in Mariager) war ein dänischer Journalist, Schriftsteller und Verleger.
Nansen übte neben sozialwissenschaftlichen Universitätsstudien eine bedeutende journalistische Tätigkeit aus, und zwar in dem leicht satirisierenden, weltmännisch eleganten Stil Herman Bangs, wobei auch Nansens größere Arbeiten von diesem Stil geprägt sind. Er verfasste u. a. erotische Ehe- und Frauenromane sowie Novellen. Bemerkenswert sind in diesen meist auch ins Deutsche übersetzten Büchern die frivole Ungeniertheit der Darstellung und die gute Charakteristik der blasierten Kopenhagener Modehelden. Von 1896 bis 1916 war Nansen Verlagsleiter beim dänischen Buchverlag Gyldendal. Er trat auch als Dramatiker hervor. Eine Gesamtausgabe seiner Schriften erschien von 1908 bis 1909 unter dem Titel Samlede skrifter in drei Bänden (3. Auflage 1920). Sein Roman Eine glückliche Ehe wurde 1917 als Fortsetzungsroman in der Berliner Zeitung Der Tag abgedruckt.

## Werke (Auswahl)
- Et Hjem (d. h. Ein Heim), 1891
- Julies Dagbog, Roman, 1893; deutsch Julies Tagebuch, 1895
- Maria, en Bog om Kjærlighed, Roman, 1894; deutsch Maria, ein Buch der Liebe, 1895
- Guds fred (d. h. Gottesfriede), Roman, 1895
- Judiths ægteskab, Schauspiel, 1898; deutsch Judiths Ehe, 1899
- Hendes elskede, Roman, 1918